# Iturbe (Paraguay)

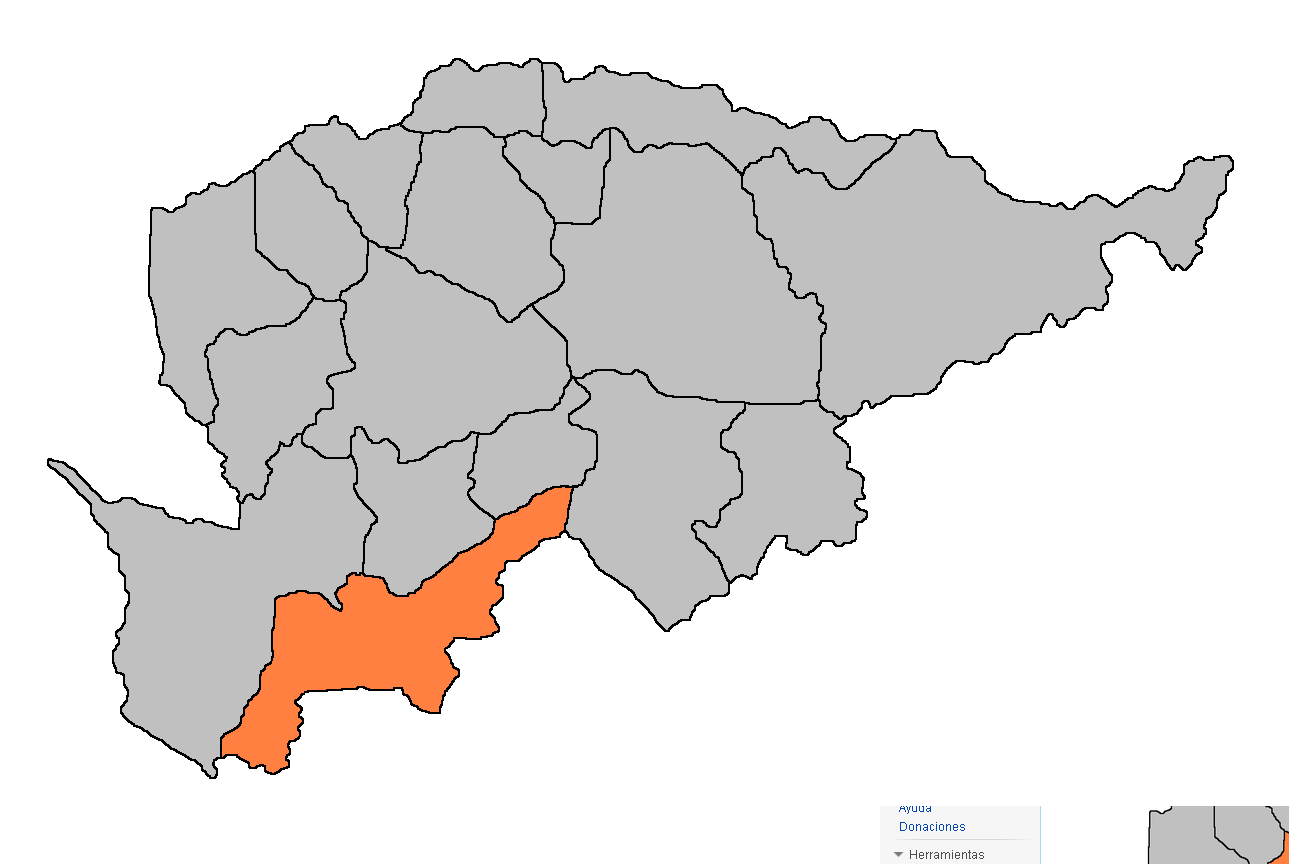

Iturbe es un distrito paraguayo en el suroeste del departamento de Guairá. Se encuentra a orillas del Río Tebicuarymí, sobre su margen derecha. Anteriormente pertenecía a una compañía del distrito de Caazapá. Se destaca por la producción de azúcar y alberga la empresa Azucarera Iturbe S.A. (AISA). En este pueblo pasó su infancia el escritor paraguayo Augusto Roa Bastos.

## Historia
El 31 de agosto de 1901, la pujante compañía de Santa Clara fue elevada a la categoría de distrito y sus habitantes tuvieron que buscar un nombre para la ciudad que estaba creciendo. Decidieron honrar a uno de los próceres de la independencia nacional, Vicente Ignacio Iturbe. Así empezó la historia de la comunidad de Vicente Ignacio Iturbe.

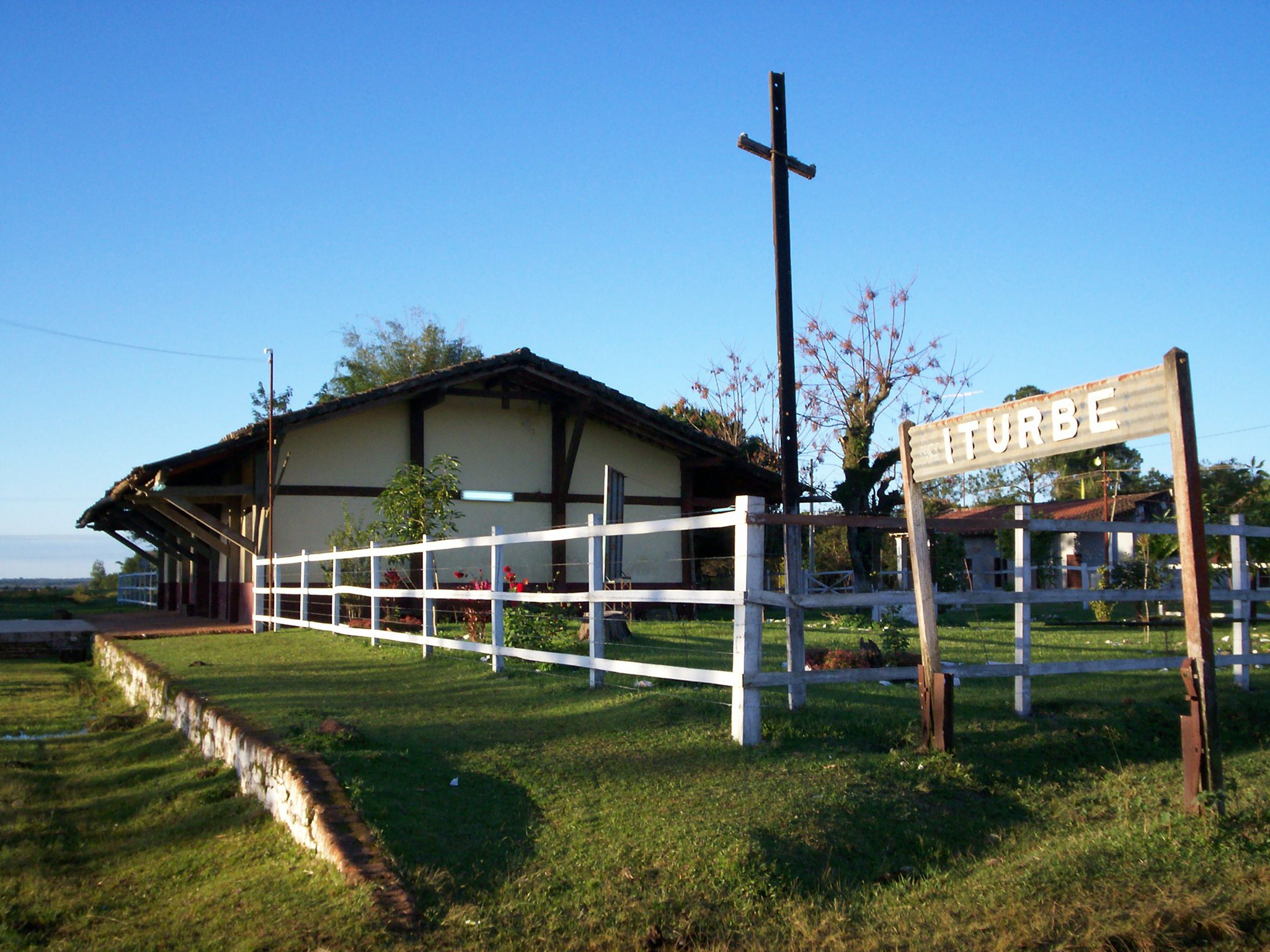
Edificio de la antigua estación Iturbe, del extinto Ferrocarril Carlos Antonio López.

La primera vez que el pabellón patrio flameó en Iturbe fue el 25 de noviembre de 1901, en la única escuela que existía entonces. Ese día llegó hasta el lugar el ministro del Interior, Guillermo de los Ríos, acompañado del inspector general de escuelas don Ramón García y el Diputado Nacional Juan Ascencio Aponte. La comitiva, que había llegado a caballo desde Caazapá reunió a los estudiantes y los trasladó a la estación de ferrocarril. Allí, el ministro del Interior comunica a los presentes que, por decreto ley del 31 de agosto de 1901, se había elevado a la categoría de pueblo a la compañía Santa Clara.
Puso a consideración de los pobladores la elección del futuro nombre del pueblo. Mientras alguien proponía que llevara el nombre de Villa de los Ríos, una devota de Santa Clara sugería la conservación del nombre de Santa Clara.
El maestro Ildefonso Franco manifestó su deseo de inmortalizar el nombre de uno de los héroes de la independencia nacional. Tras esta petición el entonces ministro del Interior con un "¡viva!" apoyó la idea del docente y fue entonces cuando tras breves consideraciones se le dio el nombre de Iturbe al nuevo pueblo.

## Economía
Iturbe es una ciudad agrícola e industrial, porque la población del ámbito rural vive de la producción de la caña dulce, mientras que los habitantes del sector urbano mayoritariamente viven del ingenio azucarero.